# Delta Force: Xtreme
Delta Force: Xtreme — комп'ютерна гра жанру тактичний шутер від першої особи, розроблена компанією NovaLogic на власному рушії Black Hawk Engine. Рімейк оригінальної Delta Force 1998 року.
В Америці гра видавалася силами самої компанії-розробника, в Україні та СНД видавником була фірма 1С. Після придбання прав на франшизу Delta Force шведською компанією THQ Nordic — видавництвом гри займається саме вона. Сьогодні цифрову копію Delta Force: Xtreme можна купити у Steam та GOG.

## Ігровий процес
У грі присутній сінглплеєр та мультиплеєр. Кампанію можна проходити як одному гравцеві, так і у кооперативі.
Так само як і в оригінальному Delta Force, перед гравцем ставляться певні тактичні завдання та надається майже повна свобода подальших дій. У Delta Force: Xtreme, як і в усіх інших частинах серії, за винятком Black Hawk Down, присутні величезні відкриті локації, у котрих гравець має повну свободу пересування. Уперше в серії з'явилися доступні для керування транспортні засоби: мотоцикли, багі та моторні човни. У мультиплеєрі також доступні гелікоптери, БТР та танки.
У цілому гра орієнтована на мультиплеєр, адже респавн після смерті присутній навіть у сінглплеєрному режимі, а це означає, що, фактично, програти неможливо.

## Сюжет
У грі присутні три непов'язані між собою кампанії. У кампанії в Перу «Делті» потрібно знищити наркоімперію Мігеля Кораллеса, та нейтралізувати самого наркобарона, у кампанії в Чаді необхідно ліквідувати терористичну організацію «Національно-Визвольний Фронт Чаду» (англ. Chad National Liberation Front), а на Новій Землі спецпідрозділ має придушити повстання російських військових та не дати їм скористатися захопленою ядерною зброєю. Усі три кампанії сюжетно повністю повторюють аналогічні кампанії з оригінальної Delta force. Однак, у рімейк не були перенесені кампанії в Індонезії та Узбекистані.

## Оцінки й відгуки
Гра отримала стримані відгуки як від ігрових журналістів, так і від звичайних гравців. На порталі Metacritic Delta Force: Xtreme має середній бал 65 із 100 від преси та 5.9 з 10 від звичайних геймерів. Гру хвалили за веселий мультиплеєр, близькість до оригіналу та введену можливість керувати технікою, але, у той самий час, Xtreme розкритикували за моральну застарілість геймплею, посередню графіку, казуальність кампанії, наявність багів та низьку якість штучного інтелекту.
У Steam гра має 74 % схвальних рецензій, а у GOG її загальна середня оцінка становить 3.6 бали з 5.